# Jean-Marie Gustave Le Clézio

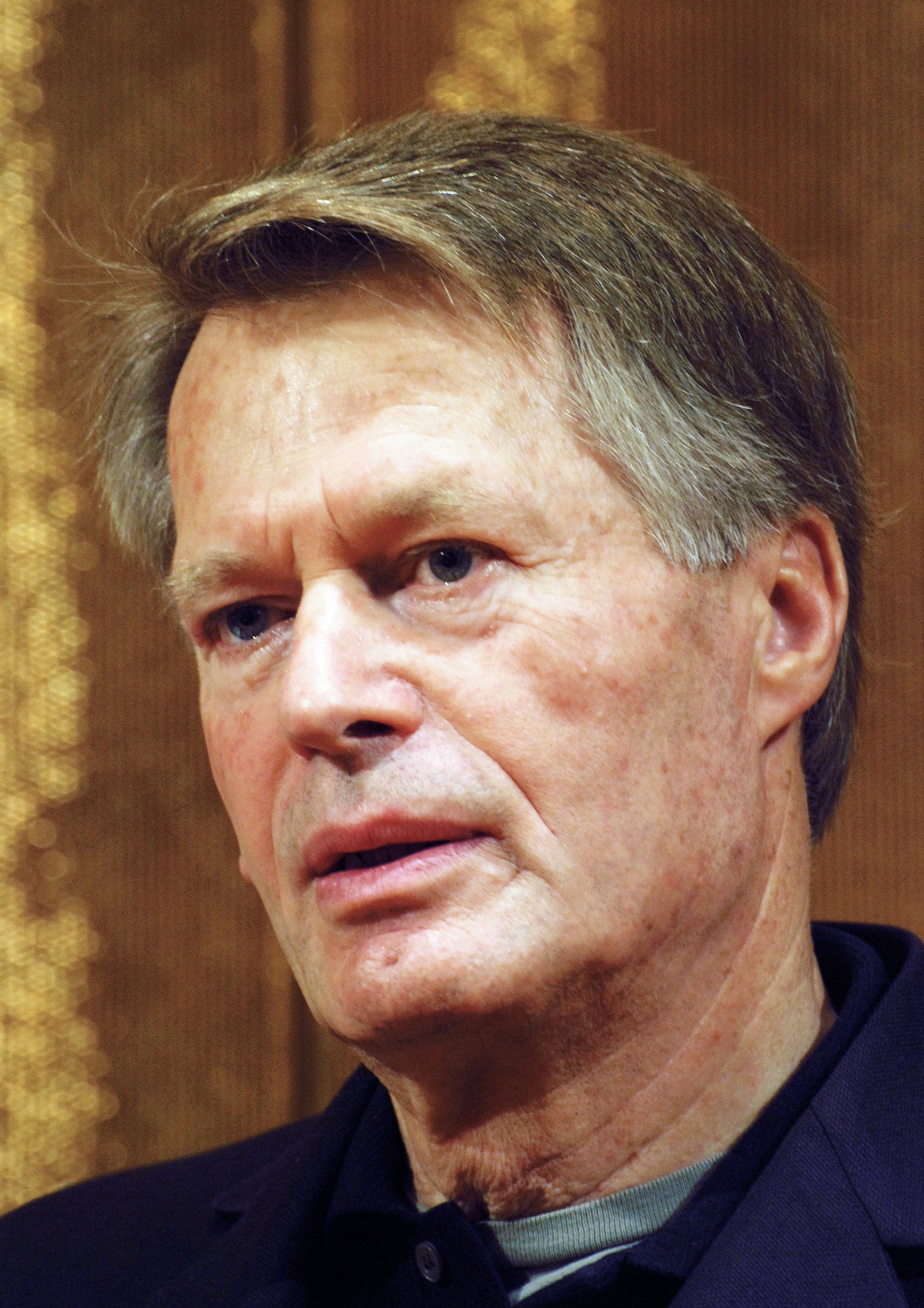
Jean-Marie Gustave Le Clézio (2008)

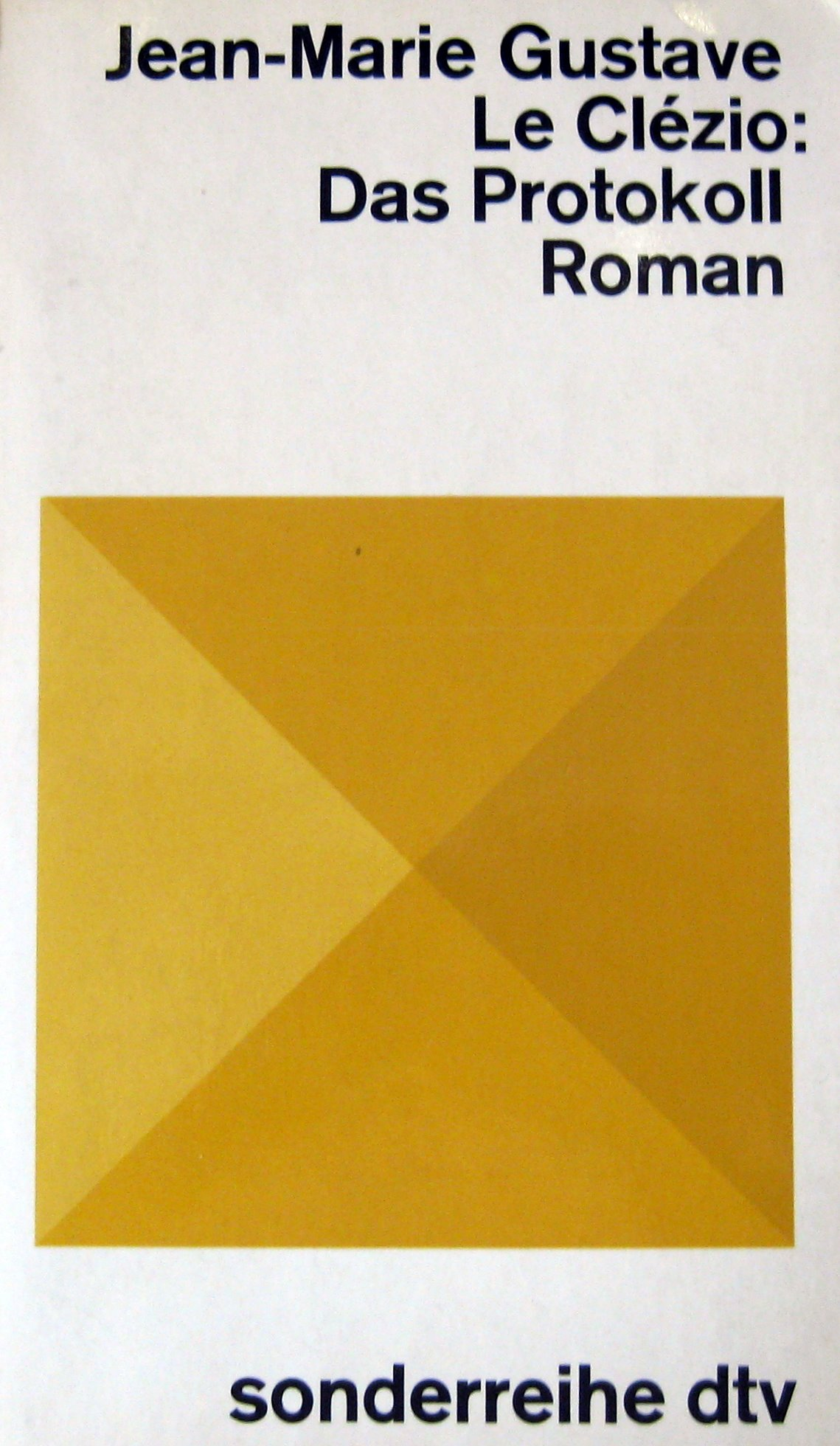
‚Das Protokoll‘ (Originaltitel ‚Le procès-verbal‘). J.M.G. Le Clézios Erstlingsroman, für den er 1963 mit dem renommierten Prix Renaudot ausgezeichnet wurde.

Jean-Marie Gustave Le Clézio, seltener LeClézio (* 13. April 1940 in Nizza), ist ein französisch-mauritischer Schriftsteller. Im Jahr 2008 erhielt er den Nobelpreis für Literatur.

## Leben und familiärer Hintergrund
Jean-Marie Le Clézio ist der Sohn von Raoul Le Clézio und Simone Le Clézio. (Die Eltern sind Cousin und Cousine und haben dieselben Großeltern: Sir Eugène Le Clézio (1832–1915) und dessen Frau Camille, geb. Accary (1835–1898)).
Die Wurzeln seiner Familie weisen nach Frankreich in die Bretagne und zur Insel Mauritius im Indischen Ozean. Vorfahren seiner Familie (François Alexis Le Clézio (1777–?) und dessen Frau Marie Julienne (1779–1834), geb. Monple) emigrierten, um den Revolutionswirren zu entkommen, 1793 aus der Bretagne nach Mauritius. Die Insel befand sich zu diesem Zeitpunkt noch unter französischer Herrschaft und wurde später englisch.
Die nachfolgenden Generationen brachten es zu wirtschaftlichem Erfolg. So wurde Le Clézios Ur-Ur-Großvater (Alexis) Jules Eugène Le Clézio (1805–1893) Präsident der Mauritius Commercial Bank, gründete 1833 die Zeitung Le Mauritien und wurde später Besitzer einer Zuckerrohrplantage.
Le Clézio hat sowohl die französische Staatsangehörigkeit als auch die von Mauritius. Seine Kindheit verbrachte er in Nizza. Seinen Vater, einen britischen Tropenarzt in Nigeria und Kamerun, der während des Zweiten Weltkrieges dort und von seiner Familie getrennt geblieben war, lernte er erst als Achtjähriger kennen, als er mit seiner Mutter und seinem um ein Jahr älteren Bruder nach Afrika reiste. Während der zweimonatigen Schiffsreise schrieb er in der Kabine seine ersten Erzählungen. Zu reisen und zu schreiben gehören seither für ihn zusammen. Die Familie kehrte 1950 nach Nizza zurück, wo Le Clézio 1957 das Baccalauréat ablegte.
Anschließend studierte er zunächst Englisch in London und Bristol, während er gleichzeitig Französisch unterrichtete. In London heiratete er 1961 Rosalie Piquemal, mit der er eine Tochter namens Patricia hat. Dann studierte er am Collège littéraire universitaire in Nizza Philosophie und Literatur und beendete sein Studium 1964 an der Universität Aix-en-Provence mit dem Diplôme d’études supérieures (DES). Thema seiner Abschlussarbeit war das Motiv der Einsamkeit im Werk Henri Michaux’. Eine Dissertation über Lautréamonts Les chants de Maldoror blieb unvollendet. Seinen Service national leistete er 1966/67 statt beim Militär als Entwicklungshelfer in Bangkok und Mexiko.
Danach blieb er mehrere Jahre in Mexiko. Von 1970 bis 1974 lebte er bei den indigenen Völkern der Embera und Wounaan, was nach Le Clézios Aussage „mein ganzes Leben verändert hat, meine Vorstellungen von der Welt und der Kunst, die Art und Weise, wie ich mit anderen umgehe, wie ich gehe, esse, liebe, schlafe und sogar meine Träume“. Er promovierte 1976 an der Universität Perpignan mit einer Arbeit über die Relación de Michoacán, einen spanischen Text über die mexikanische Provinz Michoacán aus dem 16. Jahrhundert. Er lehrte unter anderem an Universitäten in Bangkok, Mexiko-Stadt, Boston, Austin und Albuquerque.
Nach Scheidung seiner ersten Ehe heiratete Le Clézio 1975 Jémia Jean, die dem in Marokko und der Westsahara beheimateten Stamm der 
Aaroussis angehört. Aus dieser zweiten Ehe stammen die beiden Töchter Alice und Anna. Le Clézio erklärt sich dem Islam und insbesondere dem Sufismus nahe.
Bekannt wurde Le Clézio 1963 als 23-Jähriger mit seinem Erstling Das Protokoll (Procès-verbal). Seitdem sind über dreißig Werke von Le Clézio erschienen, darunter Erzählungen, Romane, Essays, Novellen und zwei Übersetzungen indianischer Mythologie, z. B. das Chilam Balam der Maya.

## Le Clézio im Interview 2001
In einem Interview, das 2001 in Label France erschien, lässt der in Paris lebende Literaturwissenschaftler Tirthankar Chanda Le Clézio ein Selbstporträt entwerfen, in dem sich zeigt, welche Entwicklung der Schriftsteller seit seinem ersten Erfolg als 23-Jähriger abseits des französischen Literaturbetriebs durchlaufen hat.
Wenn Le Clézio sich in der Charakterisierung wiedererkennt, sowohl für Mystisches wie auch Philosophisches und ökologische Fragestellungen offen zu sein, dann sei zu berücksichtigen, dass er viel weniger Ideen verfolge, als dass er sich selbst ausdrücken möchte und das, woran er glaubt. Im Unterschied zum literarischen Engagement, wie es sich bei Jean-Paul Sartre, Albert Camus, John Dos Passos oder John Steinbeck gezeigt und in dem sich ein großes Vertrauen in die menschliche Entwicklung und die Macht des Schreibens geäußert habe, sieht er in der Gegenwartsliteratur eher Verzweiflung vorherrschen. Dabei sei Literatur sowieso ungeeignet, die Welt zu verändern.
In der von ihm bevorzugten Gattung des Romans, die sich einer eindeutigen Zuordnung entziehe, könne er am besten auf die Multipolarität der Welt reagieren. Wenn er als nicht leicht in den französischen Literaturbetrieb einzuordnen gelte, dann habe das mit dem Erbe der Enzyklopädisten zu tun, in dem alles, was nicht ihrem universalen Einordnungsanspruch genügte, im Exotischen marginalisiert werde. Arthur Rimbaud oder Victor Segalen seien dafür Beispiele. Auch gegenwärtige Schriftsteller aus der südlichen Hemisphäre hätten auf dem europäischen Buchmarkt nur eine Chance, wenn sie der europäischen Kategorie des „Exotischen“ genügten.
Als er sich bewusst geworden sei, wie sehr der europäische Rationalismus den städtischen und technischen Entwicklungsaspekt vorangetrieben hat, habe er sich anderen Zivilisationen zugewandt, in denen andere Ausdrucksqualitäten mehr zählen. So habe er Ende der 1960er Jahre bei einem zweijährigen Aufenthalt in Mexiko, wo er im Institut français für Lateinamerika, anstatt zum Wehrdienst eingezogen zu werden, zum Ordnen von Bücherzetteln abgeordnet war, auch Ausflüge nach Panama machen können, wo er das Volk der Embera kennengelernt habe. Zwischen 1970 und 1974 habe er sich erneut bei diesen aufgehalten. Sie hätten ihn beeindruckt, weil sie ohne juristische oder religiöse Autorität lebten. Über sie zu schreiben habe ihm gleich den Vorwurf eingebracht, dem Mythos vom „edlen Wilden“ aufgesessen zu sein. Dabei habe er nichts anderes machen wollen, als die anderen Kriterien und Werte, nach denen sie lebten, zu veranschaulichen.
In seinen Werken – so zum Beispiel in Cœur Brûle et autres romances (2000) – gehe es ihm darum, die europäische Welt, die eine der Häuslichkeit, der Innenräume und der Verschulung sei, mit Kulturen zu vergleichen, die nach außen gekehrt sind, dem Augenblick gelten und wo sich das Leben auf der Straße abspielt. Anlässe zum Schreiben dieser Erzählungen hätten sich aus vermischten Zeitungsnachrichten ergeben, basierten also auf tatsächlich Geschehenem.
Dem Autobiographischen, das er mehr und mehr berücksichtige, komme der bürgerliche Roman des 19. Jahrhunderts insofern entgegen, als er sich als ein Experimentierfeld für vielgestaltige Ausdrucksformen weiterentwickelt habe, weil ihn nämlich jede Generation neu entdeckt und umgeformt habe, indem sie neue Elemente in ihn einführte. In seinem Schreiben wirke das manchmal so, als würde er alle Gattungsgrenzen verwischen wollen. Darin schlage sich auch das Erbe seiner Lieblingsromanciers Robert Louis Stevenson und James Joyce nieder. Sie schöpften wie auch V. S. Naipaul aus den Erfahrungen ihrer ersten Lebensjahre. Für ihn, dessen Familie seit Generationen in Mauritius beheimatet gewesen sei, einem Lande, wo Indien, Afrika und Europa einander begegneten, zähle die Erfahrung des Exils. Er habe als in Frankreich Geborener immer den Eindruck gehabt, sein Heimatland liege woanders und einmal werde er dorthin gelangen. So fühle er sich seinem bretonischen Vorfahren nahe, der nach Mauritius gegangen sei, um sich am anderen Ende der Welt niederzulassen. Frankreich bedeute ihm als Nation nichts Verpflichtendes, aber die französische Sprache sei vielleicht seine wahre Heimat.

## Auszeichnungen
- 1963: Prix Renaudot für Das Protokoll (Procès-verbal)
- 1980: Prix Paul-Morand der Académie Française für Wüste (Désert) (erster Preisträger)
- 2008: Stig-Dagerman-Preis[8]
- 2008: Nobelpreis für Literatur

Der Nobelpreis wurde „dem Verfasser des Aufbruchs, des poetischen Abenteuers und der sinnlichen Ekstase, dem Erforscher einer Menschlichkeit außerhalb und unterhalb der herrschenden Zivilisation“ verliehen.

### Nominierung
- 1963: Prix Goncourt für Das Protokoll (Procès-verbal)

## Werke in deutscher Übersetzung
- Bretonisches Lied. Roman. Übersetzt von Uli Wittmann. Kiepenheuer & Witsch, Köln 2022, ISBN 978-3-462-00170-9
- Alma. Roman. Übersetzt von Uli Wittmann. Kiepenheuer & Witsch, Köln 2020, ISBN 978-3-462-05226-8
- Sturm. Zwei Novellen. Übers. Uli Wittmann. Kiepenheuer & Witsch, Köln 2017 (Tempête, Gallimard 2014),[10] ISBN 978-3-462-04787-5
- Der Yama-Baum und andere Geschichten. Übers. Uli Wittmann. Kiepenheuer & Witsch, Köln 2013, ISBN 978-3-462-04560-4.
- Lied vom Hunger. Roman. Übers. Uli Wittmann, Kiepenheuer & Witsch, Köln 2009, ISBN 978-3-462-04136-1.
- Pawana. Kiepenheuer & Witsch, Köln 2009, ISBN 978-3-462-04145-3.
- Raga – Besuch auf einem unsichtbaren Kontinent. Wunderhorn, Heidelberg 2008, ISBN 978-3-88423-310-8.
- Der Afrikaner. Hanser, München 2007, ISBN 978-3-446-20948-0.
- Revolutionen. Kiepenheuer & Witsch, Köln 2006, ISBN 978-3-462-03680-0.
- Fisch aus Gold. ebd. 2003, ISBN 978-3-462-03219-2.
- Onitsha. ebd. 2002, ISBN 978-3-462-02278-0. Taschenbuch: ISBN 978-3-442-72094-1.
- Ein Ort fernab der Welt. ebd. 1998, ISBN 978-3-462-02886-7.
- Fliehender Stern. ebd. 1996, ISBN 978-3-462-02523-1.
- Der mexikanische Traum. List, München 1989, ISBN 978-3-471-78046-6.
- Wüste. Kiepenheuer & Witsch, Köln 1989, ISBN 3-462-01999-6.
  - Auszug in: Blau, weiß, rot. Frankreich erzählt. Übers. Uli Wittmann. Hg. Olga Mannheimer. dtv, München 2017, ISBN 3-423-26152-8, S. 293–300.
- Mondo. Erzählungen. Übers. Rolf & Hedda Soellner. List, München 1988, ISBN 3-471-78042-4. TB: Fischer, Frankfurt am Main 1991, ISBN 3-596-29593-9. (enthält neben der Titelgeschichte: Lullaby. Der Berg des lebendigen Gottes. Wasserrad. Von einem, der auszog, das Meer zu sehen. Hazaran. Das Himmelsvolk. Die Hirten.)
- Tahar Ben Jelloun. Le Monde, 6. September 1985; deutsch in: Verena von der Heyden-Rynsch (Hrsg.): Vive la littérature! Französische Literatur der Gegenwart. Hanser, München 1989, S. 33, 35.
- Der Goldsucher. Übers. Rolf & Hedda Soellner. Köln 1985,[11] ISBN 978-3-462-01868-4. Häufige Neuauflagen, auch Volk & Welt, Berlin 1989. Zuletzt: 2008, ISBN 978-3-462-04115-6.
- Nichts kann wirklich schön sein. In: Akzente Heft 2, April 1988, S. 151–153.[12]
- Brief aus Albuquerque. ebd. S. 148–151.[13]
- Das Fieber. Piper, München 1971, ISBN 3-492-01901-3.
- Terra amata. Piper, München 1970.
- Die Sintflut. Piper, München 1968.
- Das Protokoll. Piper, München 1965.

## Werke (im Original)
- Le Procès-verbal, Gallimard, « Le Chemin », Paris 1963, Prix Renaudot
- Le Jour où Beaumont fit connaissance avec sa douleur, Mercure de France, L’écharpe d’Iris, Paris 1964, n.p.
- La Fièvre, nouvelles, Gallimard, « Le Chemin », Paris 1965, 237 S.
- Le Déluge, Gallimard, « Le Chemin », Paris 1966, 288 S.
- L’Extase matérielle, essai, Gallimard, « Le Chemin », Paris 1967, 229 S.
- Terra Amata, roman, Gallimard, « Le Chemin », Paris 1967, 248 S.
- Le Livre des fuites, roman, Gallimard, « Le Chemin », Paris 1969, 290 S.
- La Guerre, roman, Gallimard, « Le Chemin », Paris 1970, 295 S.
- Lullaby, Gallimard, 1970
- Haï, Skira, « Les Sentiers de la création », Genève 1971, 170 S.
- Mydriase, illustrations de Vladimir Velickovic, Fata Morgana, Saint-Clément-la-Rivière, 1973
- Les Géants, roman, Gallimard, « Le Chemin », Paris 1973, 320 S.
- Voyages de l’autre côté, nouvelles, Gallimard, « Le Chemin », Paris 1975, 308 S.
- Les Prophéties du Chilam Balam, version et présentation de J.M.G. Le Clézio, Gallimard, « Le Chemin », Paris 1976, 201 S.
- Vers les icebergs, Éditions Fata Morgana, « Explorations », Montpellier 1978, enthält ’Iniji von Henri Michaux
- Mondo et autres histoires, nouvelles, Gallimard, Paris, 1978, 278 S. (Titelgeschichte verfilmt von Tony Gatlif 1996, engl. Version 1997, VHS 1999)[14]
- L’Inconnu sur la Terre, essai, Gallimard, « Le Chemin », Paris 1978, 325 S.
- Voyage au pays des arbres, dessiné par Henri Galeron, Gallimard, « Enfantimages », Paris 1978, 27 S.
- Désert, Roman, Gallimard, « Le Chemin », Paris 1980, 410 S.
- Trois Villes saintes, Gallimard, Paris 1980, 81 p.[15]
- La Ronde et autres faits divers, nouvelles, Gallimard, « Le Chemin », Paris 1982, 235 S.[16]
- Relation de Michoacan, version et présentation de J. M. G. Le Clézio, Gallimard, « Tradition », Paris, 1984, 315 p.-10 p. de pl.
- Le Chercheur d’or, Gallimard, Paris 1985, 332 S.
- Voyage à Rodrigues, Gallimard, «Le Chemin», Paris, 1986[17]
- Le Rêve mexicain ou la pensée interrompue, Gallimard, « NRF Essais », Paris 1988, 248 S.
- Printemps et autres saisons, Gallimard, « Le Chemin », Paris 1989, 203 S.
- Sirandanes, Seghers, 1990, 93 S.
- Onitsha: roman Gallimard, Paris 1991
- Étoile errante Gallimard, Paris 1992
- Pawana Gallimard, Paris 1992
- Diego et Frida Stock, « Échanges », Paris 1993, 237 p.-12 p. de pl.
- La Quarantaine roman, Gallimard, Paris 1995
- Poisson d’or roman, Gallimard, 1997
- Gens des nuage 1999, Gallimard, Reisejournal geschrieben mit seiner Frau Jemia anlässlich einer Saharareise, mit Fotos von Bruno Barbey
- La Fête chantée, essais, Gallimard, « Le Promeneur », 1997
- Hasard (suivi d’Angoli Mala) romans, Gallimard, Paris 1999
- Cœur Brûle et autres romances, Gallimard, Paris 2000
- Révolutions, roman, Gallimard, Paris 2003
- L’Africain, Mercure de France, « Traits et portraits » Paris 2004
- Ourania, roman, Gallimard, « Collection Blanche », Paris 2005
- Raga: approche du continent invisible, Éditions du Seuil, « Peuples de l’eau », Paris 2006
- Ballaciner, essai, Gallimard, 2007
- Ritournelle de la faim roman, Gallimard, « Collection Blanche » Paris 2008